# Sesinho y su pandilla

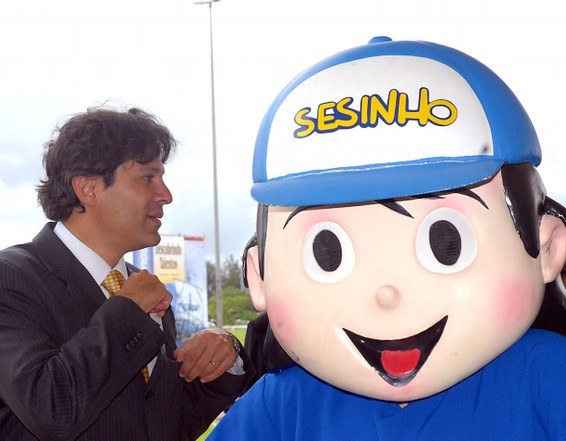
F. Haddad, ministro de educación de Brasil, y Sesinho,
mascota del proyecto del SESI Indústria do Conhecimento,
tal para cual en el Eje Monumental

La revista Sesinho fue creada el año de 1947, después de un año de la creación del SESI. La publicación fue hasta 1960 y tuvo suyo retorno el año de 2001.
Sesinho es un niño que forma parte de una pandilla. Las historietas de Sesinho comenzaron en 1947 y acabaron en 1960. Se publicaron 154 revistas de 1 y 2 Cr$. Después volvieron en 2001 el gibi con la historia "Quien tiene miedo de apagão?", y fueron gratuitas. Y el año siguiente en 2002 volcó dibujo animado de comercial inicialmente en el Futura y actualmente en la TELE Cultura.

## Personajes principales de la pandilla
- Sesinho: Sesinho es un niño que respeta los otros y hace cosas como cualquiera otro niño. La explicación del nombre viene del nombre del SESI, donde la revista es distribuida ,sin embargo, también tiene otra explicación que fue presentada en el gibi N°54 que muestra una revista Sesinho antigua y él mirando ella. Cuando él relembra que su vó Margarida trabajaba en el SESI y a causa de su semejanza con lo personaje ella le dio este nombre. Parece que él siempre escapa de las trampas conforme los gibis N°51 y N°52 (en el primero él fue el único de la turma no hipnotizado por Teleguiado, en el segundo, él fue el único de la turma a no ser infectado por la hepatite).
- Bocão: En el inicio Bocão era un niño apenas-educado, grueso y etc. Después volcó un gran amigo de la turma, continuando un pouquinho con sus antiguos hábitos. Bocão no para de comer es perezoso, el propio nombre ya caracteriza él.
- Nina: Nina es una niña que quiere ser una inventora, sin embargo sus experimentos las veces dan errado. Nina también adora leer libros y halla ellos mejores que los DVD e Internet para hacer una investigación contrariando Bocão y Tuta.
- Pelirrojo: Pelirrojo es un niño muy distraído en todas las cosas y quién más sufre en la turma. Él ya casi repitió de año, ya tuvo cárie, tuberculosis, ya fue casi hecho de rehén, ya fue casi asaltado, etc. Él solo sale de esas con la ayuda de los amigos.
- Luiza: Luiza es una niña que adora diseñar, soñar, pintar y…ser consumista. Luiza ya hizo con que el dinero de la casa cayera. Luiza también le gusta bailar conforme el gibi N°54. Luiza nunca había legustado de Sesinho pero de tanto los lectores manden cartas con los dos casándose ella despertó una pequeña pasión.
- Tuta: Tuta es un niño que le gusta jugar balón, voleibol y baloncesto, adora nadar y tiene un hermano: Tito. Tuta es un gran compañero de Sesinho y es el único personaje negro de la turma.
- David: es un aspirante a mágico que siempre hace sus mágicas bien, sin embargo medio confundidas (ya hizo Pelirrojo perder la voz, hizo un reloj que modificaba la vida de todos, hizo Sesinho, Bocão, Pelirrojo y Tuta suman). Vive con un capuz y una ropa de mago.
- Profª Belmira: ES la profesora de la turma.
- Cauê: Nuevo también en la turma, entró en la edición 108 que tiene por título 'Aventura en la Mata Atlântica' desde esta edición participa de la turminha y se divertí con la turma del Sesinho. Cauê es un amante de la naturaleza y conoce muy bien los animales!

## Dibujos animados
Después del éxito en los gibis en su vuelta de 2001 en 2002 volcó dibujo animado, sin embargo con el nombre de sólo "Sesinho" y quedó en el aire hasta 2004 en el canal educativo Futura con la duración de sólo un minuto y medio, pero aun así enseñaba bastante. En 2005 vino la segunda temporada para sustituir la primera con el nombre de "Sesinho: ES Tiempo de Aprender" y esa temporada fue de más famosa de todas, pues tenía más educación y era exhibida en todos los horarios porque la primera temporada era exhibida solo en un solo horario, pero salió en el inicio de 2007. En 2008 vino la serie intitulada de "Sesinho: ES Tiempo de Aprender 2", pero no hizo tanto éxito: 1º- Esa temporada tenía menos explicaciones educativas que la anterior y 2º- El año siguiente en 2009 vino una temporada bien mejor que esa, sin embargo era exhibida en la TELE Cultura haciendo entonces la serie salir el mismo año con sólo 2 años de exhibición haciendo la Sesi cerrar el contrato del dibujo con lo Futura. La cuarta temporada llamada de "Sesinho: Educación, Salud y Ocio" es la actual temporada de la dibujo siendo exhibida en la TELE Cultura desde 2009 atrayendo muchos de los fanes para el canal. Cada temporada tiene en torno a diez episodios siendo entonces más o 40 episodios menos ya hechos. Los dibujos 

### Sesinho: es tiempo de aprender
1- Agua
2- Claustrofobia
3- Chicotinho Quemado4- Día de Lluvia
5- Estación Espacial
6- Acrofobia
7- Timidez
8- Zoofobia
9- Cuadros de la Naturaleza
10- Miedo de competir
11- Patrimonio
12- Fobia al público
13- Magia
14- Miedo de la oscuroridad
15- Teléfono sin hilo

## Ediciones del gibi
1# Quién tiene miedo de apagão?
2# Sacando el voleibol
3# El día V
4# Los feos también aman
5# La voz del ciudadano
6# El espíritu de Navidad
7# Reciclar es preciso
8# Aprenda del trabajo
9# A mil pelo Brasil
10# Vida de abelha
11# ES show de balón
12# Microaventura
13# Paz en la Tierra
14# Una lección de elección
15# ES mejor prevenir
16# La primera fiesta la gente nunca olvida
17# (Des)encuentro de Navidad
18# Señal verde
19# Videoaventura
20# Creça y aparezca
21# Infantilidade
22# Sin educación, no hay solución
23# De vuelta para el futuro
24# Viviendo y aprendiendo
25# Mi animal de estimação
26# La vida no es una droga
27# Viviendo y aprendiendo
28# La fuente de la vida
29# Quebrando la cara
30# Un egoísta incomoda mucha gente
31# "El importante no es vencer"
32# Boca libre (de caries)
33# Aprender a aprender
Edición Especial: Pernambuco
34# Todo el mundo en pánico
Edición Especial: Feliz el año entero
Edición Especial: Verano sin dengue
35# La unión hace la fuerza y la alegría de la galera
36# Leer es vivir
37# Fue algo que comí
38# Un nuevo irmãozinho
39# Más valioso que el oro
40# David dependiente (Un momentinho, por favor...)
41# En la medida correcta
42# Saludable no es sarado
43# Ay,que sueño
44# El premio más importante
100# Récord del bien
101# Ya soy grande
102# Pintó suciedad
103# Educación y evolución
104# Delicioso, pero peligroso
105# Ni copiar ni pegar
106# Control la rabia
107# Navidad Reciclável
108# Aventura En la Mata Atlântica
109# No tá en el gibi (edición iniciante de aniversario de 10 años)
110# Junto o Separado
111# El Niño y el Bully
112# Los "Cobras" de la Prevención
113# El Atleta del Futuro
114# Somos Todos Bichos
115# Un Día en el Museo
116# Yo Hablo Portugués, Ella "Speaks English"
117# Un Sueño de Libertad
118# La Prueba Brasil
119# Elección Decisiva
120# Noel Tropical
121# Seguridad es todo
122# Nodos Podemos
123# Mejores Amigos
124# No maltrate a los animales

## Secciones fijas
- Sesinho Informa
- Pasatiempos (antes, Jugar y aprender)
- Curiosidades
- Máquina del Tiempo (hasta la edición n°61)
- Como Funciona o Lo que hace? (hasta la edición n°108)
- Responda Esa!
- Profesora Belmira Explica (hasta la edición n° 93 y edición n° 95)
- Responda esa (a partir de la edición n° 109)
- Columna de la Turma (a partir de la edición n° 91)
- Juguetes y Brincadeiras (antigua Haga usted Aún)
- Cuna de Palabras
- Sesinho Responde
- Galería del Sesinho
- Vamos A Colorear
- Hablando En eso (hasta a n° 36)
- Sepa Más (hasta a n° 36)

- Datos: Q10370663